# Lloy Ball
Lloy James Ball (Fort Wayne, Estados Unidos; 17 de febrero de 1972) es un exjugador profesional de voleibol estadounidense que jugaba en la posición de armador, incluido en la Volleyball Hall of Fame en 2015.

## Trayectoria

### Clubes
Ball acude a la Universidad de Indiana-Universidad Purdue Fort Wayne (IPFW) en 1991 por jugar en los IPFW Mastodons entrenados por su padre Arnold y es seleccionado por primera vez en la selección de Estados Unidos en 1993. En 1996 se marcha a Japón en los Torrey Arrows de Mishima donde se queda por tres temporadas, llegando hasta la final del campeonato japonés en la temporada 1998/1999. Tras un año de descanso, en verano de 2000 ficha por el Pallavolo Modena de Italia; con el equipo modenés gana el campeonato en 2001/2002 y la Challenge Cup de 2003/2004. Disputa también la final de la Champions League de 2002/2003 donde su equipo es derrotado por el Belogori'e Bélgorod.
En la temporada 2004/2005 se marcha al Iraklis VC y en dos temporadas gana un campeonato, dos copas y dos supercopas de Grecia; llega en ambas temporadas hasta la final de la Liga de Campeones siendo todavía derrotado en 2004/2005 por el Tours Volley-Ball y en 2005/2006 por el Sisley Treviso.
En verano 2006 ficha por el VK Zenit Kazán de Rusia donde además de cuatro campeonatos, dos copas y una supercopas de Rusia consigue ganar la Liga de Campeones de 2007/2008 ante el Pallavolo Piacenza. En la temporada 2011/2012 disputa su quinta final en la máxima competición europea, sumando su cuarta derrota esta vez por mano del Trentino Volley.
Acaba su larga carrera en el VK Ural Ufa sin conseguir títulos.

### Selección
Internacional desde 1993, con el equipo estadounidense participa en cuatro ediciones consecutivas de los  Juegos Olímpicos entre 1996 y 2008, ganando la medalla de oro en la edición de  Pekín 2008 tras la victoria por 3-1 frente a Brasil. En el mismo año guía su selección hasta la victoria en la  Liga Mundial de 2008 disputada en Brasil (3-1 a Serbia en la final), siendo también nombrado mejor armador y mejor jugador de la competición.
Además de tres títulos continentales, en el mundial de Grecia 1994 acaba tercero tras ser derrotado en la semifinal por la selección de los Países Bajos y vencer a Cuba en la final por el bronce.

## Palmarés
- Campeonato de Italia (1): 2000/2001
- Challenge Cup (1): 2003/2004
- Campeonato de Grecia (1): 2004/2005
- Copa de Grecia (2): 2004/2005, 2005/2006
- Supercopa de Grecia (2): 2004, 2005
- Campeonato de Rusia (4): 2006/2007, 2008/2009 2009/2010, 2010/2011
- Copa de Rusia (2): 2007, 2009
- Supercopa de Rusia (1): 2010
- Champions League (1): 2007/2008